# Brundby
Brundby is een plaats in de Deense regio Midden-Jutland, gemeente Samsø. De plaats telt 224 inwoners (2008).